# Big Creek (vattendrag i Belize, Stann Creek, lat 16,50, long -88,40)
Big Creek är ett vattendrag i Belize.   Det ligger i distriktet Stann Creek, i den södra delen av landet, 90 kilometer söder om huvudstaden Belmopan.